# 宗教の時間 (日本テレビ・読売テレビ)
『宗教の時間』（しゅうきょうのじかん）は、1960年3月20日から2001年3月25日まで読売新聞社主である正力松太郎によって企画され、日本テレビと読売テレビが自主制作放送した宗教番組である。

## 概要
この番組は、日本の仏教や神道における宗教人の声、寺院や神社の様子、民間伝承を伝えるなど、宗派に囚われない内容で放送されていた。日曜日の早朝に放送されていたが、平均視聴率は2%（日本テレビ・読売テレビ調べ）と高かった。
1960年3月20日から長年放送され続けたが、日本テレビの番組編成の都合によって2001年3月25日の放送をもって終了。41年の歴史に幕を閉じた。

## 出演者
- 小池裕美子: リポーター。日本テレビアナウンサー[1]。
- 小林完吾: インタビュアー。ナレーションも担当。日本テレビアナウンサー[2]。

## スタッフ
- ナレーション:小林完吾[2]
- ディレクター:逸見道郎[3]
- チーフプロデューサー:樋口譲（日本テレビ）[4]